# Ichthus (symbool)

Het symbool van een vis: het 'ichthusteken'

Ichthus (Oudgrieks: ἰχθύς, "vis") en het 'ichthusteken', een symbool van een vis, hebben in het christendom een symbolische waarde gekregen. Ichthus werd als acroniem gezien van de zin (vertaald): "Jezus Christus, Zoon van God, (en / de) Redder". Zie onderstaand schema.
| Letter | Grieks  | Omgezet Grieks | Nederlands |
| ------ | ------- | -------------- | ---------- |
| I (I)  | Ἰησοῦς  | Iēsoũs         | Jezus      |
| Χ (CH) | Χριστός | Khrīstós       | Christus   |
| Θ (TH) | Θεοῦ    | Theoũ          | Gods       |
| Υ (U)  | Υἱός    | Huiós          | zoon       |
| Σ (S)  | Σωτήρ   | Sōtḗr          | redder     |

## Symbolen

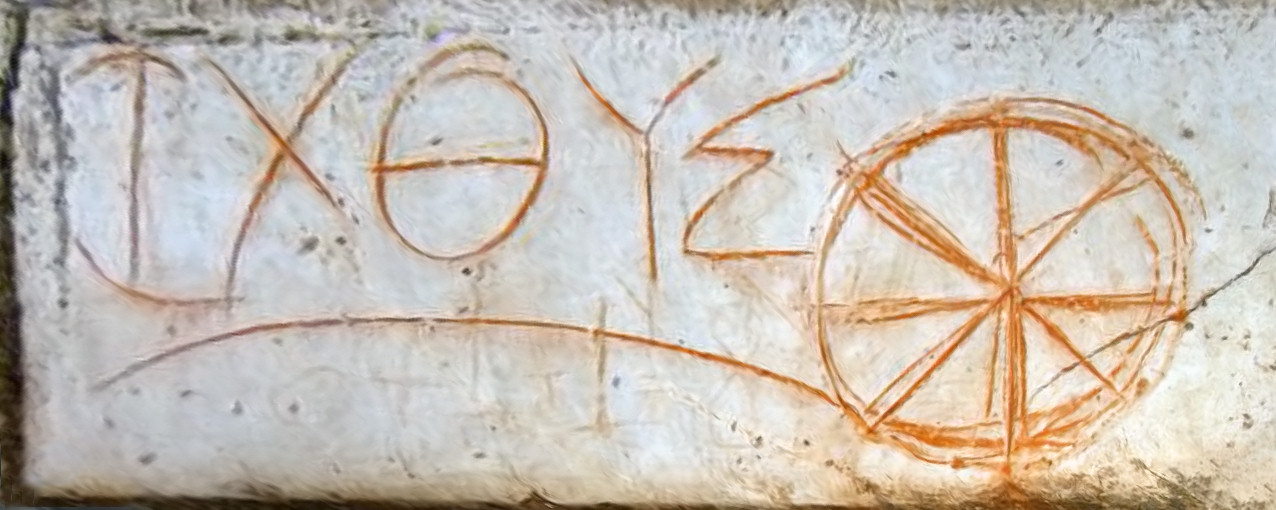
Het wagenwiel - graffiti op een muur te Efeze

De beginletters van Jezus Christus, Zoon van God en Redder vormen in het Grieks dus het woord ICHTHUS = VIS. Dit vormde aanleiding voor vroege christenen om een vis als geheim teken gebruiken in de periode dat het vroege christendom ondergronds moest gaan vanwege de christenvervolgingen in het Romeinse Rijk. Binnen de eigen kring was de betekenis bekend en de symbolen werden dan ook gebruikt om erachter te komen of iemand (ook) christen was. Omdat een vis op het eerste gezicht niet als christelijk konden worden herkend, was het hiervoor goed bruikbaar. In de catacomben (begraafplaatsen in het Romeinse Rijk, waar christenen bij elkaar kwamen), zijn dergelijke tekens nog veel te vinden, vooral in Rome.
Het zogenoemde 'wagenwiel' werd gevormd door de Griekse (hoofd)letters van het woord over elkaar te schrijven. Uit dit symbool is later vermoedelijk het labarum ontstaan.
Vanaf rond de 2e eeuw n.Chr. speelde het ichthusteken vrijwel geen rol meer in het christendom. In de laatste decennia van de 20e eeuw herleefde de belangstelling voor dit symbool, vooral in het evangelisch christendom. Vanaf de jaren 1970 is de vis regelmatig te zien op auto's, als kettinghanger of als tatoeage en dergelijke. Men wil daarmee aangeven dat men christen is.

## Parodieën

Darwinvis als teken voor de evolutietheorie

In reactie op het gebruik van het ichthusteken ontstonden er ook humoristische variaties. Als ironische reactie op het creationisme, ontwierpen Al Seckel en John Edwards in 1983 de Darwinvis, die het label "Darwin" draagt in plaats van "Jezus" en poten heeft als symbool van de evolutietheorie.  Varianten hiervan zijn onder meer een vis met poten die een stuk gereedschap vasthoudt en het label 'evolueren' heeft.